# Département de Garay
Pour les articles homonymes, voir Garay.
Le département de Garay est une des 19 subdivisions de la province de Santa Fe, en Argentine. Son chef-lieu est la ville de Helvecia.
Le département a une superficie de 3 964 km2. Sa population s'élevait à 19 913 habitants au recensement de  2001.

## Notes et références

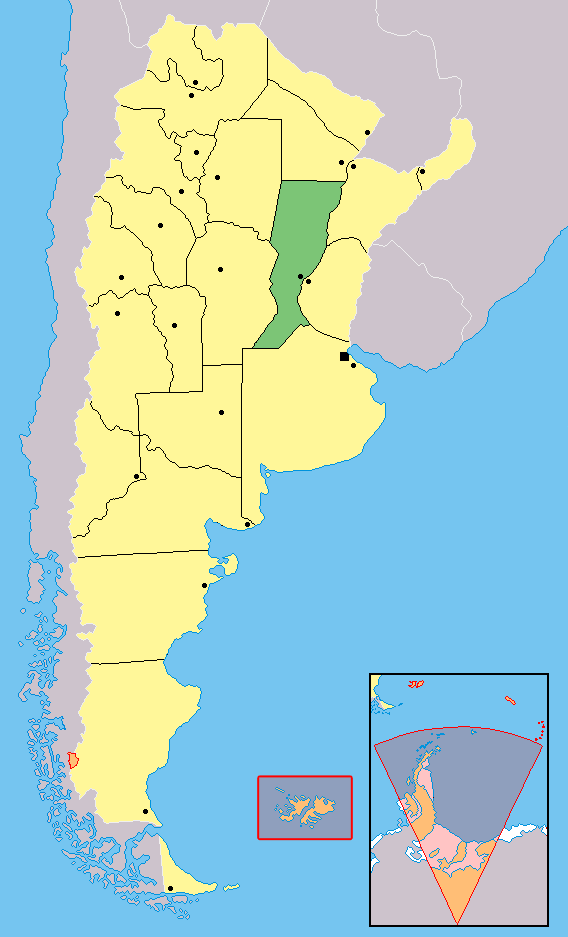
Localisation de la province de Santa Fe en Argentine.